# Rocky Belmonte
Jorge Rocky Whittembury Belmonte (Lima, 18 de noviembre de 1962) más conocido como Rocky Belmonte es un conductor de televisión y cantante conocido por el programa concurso Fantástico de Panamericana Televisión y su participación en el festival OTI.

## Biografía

### Inicios
Rocky viene de descendientes italianos por su madre Graciela Belmonte, y de Alemanes, por su padre Jorge Whittembury, nació el 18 de noviembre de 1966 en el Hospital Militar del  distrito de Jesús María en Lima. Tiene 4 hermanos. Sus hermanos de padre y madre son: Jessica Whittembury Belmonte y Robin Whittembury Belmonte. Por parte de padre, Erick Franz Whittembury Aguilar y Leslie Whittembury Aguilar. Vivió en el distrito de “Maranga San Miguel” durante toda su niñez. Desde pequeño cantaba y participaba en eventos locales. A los 16 años graba su primer sencillo para Industrias Musicales el Virrey, llamado "Enséñame a Querer" del compositor Iqueño José Luis Hernández Cabrera y en la contraportada la canción "Una Canción de Amor" del Doctor y compositor también Iqueño Luis Alberto Hernández Cabrera. Al poco tiempo graba "Sin Ti" un cover Italiano, con otro cover llamado "Tan Adentro de mi Alma". Luego de esto, concurrió a festivales nacionales por todo Perú, ganando primeros lugares como por ejemplo, en Ica Vendimia, Tarapoto San Martín, entre otros. Es Peruano, Italiano y Mexicano.

### Discografía
Sencillos
- 1981 Enséñame a querer / Canción de amor
- 1982 Sin ti (Vivir no sé) / Tan dentro de mi alma
- 1985 Su miedo de amar / Nadie solo tú
- 2021 Si me vas a dejar
- 2023 Como duele recordar

Álbumes
- 1988 Rocky Belmonte
- 1990 Su Miedo de Amar
- 1994 Ahora Que Pudiera

## Carrera artística
Viajó a México a los 18 años. Allí grabó para Geminis su primer disco Internacional titulado Su miedo de amar. Este trabajo obtuvo un rotundo éxito en México y Colombia. Luego de esto se suceden distintos festivales internacionales, así por ejemplo gana su primer festival fuera de Perú, en Buga Colombia, con la canción del mexicano Candelario Macedo Su miedo de amar (canción principal de su primer LP). En este Festival de interpretación compitieron 10 países y Rocky representó a Perú, obteniendo el primer lugar. El segundo lugar fue para Brasil y el tercero para Colombia. Al año siguiente, regresó para ser jurado del festival y parte del show internacional. Luego fue ganador del festival de Arica Chile, como mejor intérprete por Perú con la canción A mi manera. En el mismo año obtuvo un segundo lugar en un festival en las Antillas Holandesas-Curaçao, y el tercer lugar en la OTI Argentina, con la canción Partiré, buscaré del compositor Jorge Manuel Tafur (tercer lugar que compartió con el artista Juan Luis Guerra), entre el jurado se encontraban otros importantes artistas latinos del momento como: José José, Juan Carlos Calderón y Mario Cavañaro. Posteriormente, participó en dos festivales OTIS más. En 1990 desarrollado en Las Vegas (EEUU), Nevada (Hotel Cesar Palace) con la canción Viajero de Jorge Manuel Tafur y luego en 1994 participa en Valencia, España, con la canción Mía de Armando Masse.

### Televisión y cine
Rocky muy jovencito fue el principal conductor de un exitoso programa de televisión de Perú llamado "Fantástico" entre 1989 Y 1992 demostrando un dominio escenico muy notable, ademas de que el programa se emitia en vivo y en directo todos los dias de lunes a viernes de 8 pm a 9 pm, junto a renombradas figuras del espectáculo peruano tales como: Katia Balarín, Franco Scavia, Fabiola Palomino, Susan León, Jean Borthayre, Javier Lishner, entre otros. En esta etapa destaca como animador de televisión presentando artistas y juegos de concursos, y fue el único conductor que estuvo desde el inicio a fin del programa, y a cargo también de la secuencia más importante y famosa de "El Potro Salvaje". Además, fue invitado película llamada "Asu Mare 2", que se estrenó el 9 de abril de 2015 para todo Perú.
Actualmente Rocky radica en México. En febrero del 2019 Rocky participó en el papel antagonista de la película Sobras del demonio, producción Peruana-Boliviana grabada en La Paz (Bolivia), y Puno (Peru).
Con gran alegria Rocky Belmonte anuncia que es contratado por discos America filial Sony Music Los Angeles California,y firma contrato de 3 años. Acaba de sacar su primera canción llamada SI ME VAS A DEJAR del compositor mexicano Santos Alfredo Martinez Vega bajo los arreglos del colombiano William Watson grabación realizada  en los estudios MUVESA en la ciudad de Mexico, es un disco de SALSA. Esta canción estará desde el 19 de noviembre del 2021 en todas las redes sociales mundiales y también tiene un video musical. 
El lunes 14 agosto del 2023 la productora Rayo en la Botella anunció su participación en la tercera temporada de El gran chef famosos.
Nuevamente es invitado a El Gran Chef Famosos llamada La Super Revancha, a partir del 26 de Noviembre del 2024 al 15 de enero del 2025.